# Anarete felti
Anarete felti är en tvåvingeart som beskrevs av Pritchard 1951. Anarete felti ingår i släktet Anarete och familjen gallmyggor. Inga underarter finns listade i Catalogue of Life.